# Karel Chým
Karel Chým nebo Chym (německy Karl/Carl/Charles Khym/Chym apod., * před rokem 1770 – asi 1819, Vídeň) byl český hobojista a hudební skladatel období pozdního klasicismu. Pocházel z Čech, ale většinu času působil ve Vídni.
Byl znám zejména díky vynikajícím úpravám skladeb svých současníků, především Ludwiga van Beethovena.

## Skladby
Vlastní skladby:
- 6 allemand pro klavír
- 24 variací na téma Der Wetzstein, Op. 5 (uloženo v Národní knihovně ČR[4])
- Grande Duo pro housle a violu, 5 částí, Op. 10
- Serenáda pro flétnu a violu
- Koncertantní duety pro dva hoboje, Op. 11[5]
- Sextet in B pro flétnu, klarinet, housle, dvě violy a violoncello, Op. 15[6]

Úpravy cizích skladeb:
- Sonáta pro lesní roh a klavír (L. van Beethoven), Op. 17[7]
- Smyčcové kvintety (G dur podle klavírního tria č. 2, B dur podle klarinetového tria, Op. 11, F dur podle Sonáty pro lesní roh a klavír op. 17)
- Klavírní trio č. 2 G dur, Op. 1, č. 2: Adagio – Allegro vivace, Largo con espressione, Allegro, Finale: Presto
- Klarinetové trio B dur, Op. 11, "Gassenhauer", "Klavírní trio č. 4": Allegro con brio, Adagio, Allegretto con variazioni
- Sonáta pro lesní roh F dur, Op. 17: Allegro moderato, Poco adagio quasi andante, Rondo: Allegro moderato[8]